# Mongolia na Letnich Igrzyskach Olimpijskich 2016
Mongolię na Letnich Igrzyskach Olimpijskich 2016 w Rio de Janeiro, reprezentowało czterdziestu trzech sportowców. Był to 13. start reprezentacji Mongolii na letnich igrzyskach olimpijskich.

## Medaliści
| Medal  | Zawodnik                    | Dyscyplina | Konkurencja         | Data        |
| ------ | --------------------------- | ---------- | ------------------- | ----------- |
| Srebro | Dordżsürengijn Sumjaa       | Judo       | do 57 kg kobiet     | 8 sierpnia  |
| Brąz   | Dordżnjambuugijn Otgondalaj | Boks       | waga lekka mężczyzn | 14 sierpnia |

## Skład reprezentacji

### Boks
| Zawodnik                    | Konkurencja                   | 1/16                | 1/8              | Ćwierćfinały     | Półfinały        | Finał            | Finał   |
| Zawodnik                    | Konkurencja                   | Przeciwnik Wynik    | Przeciwnik Wynik | Przeciwnik Wynik | Przeciwnik Wynik | Przeciwnik Wynik | Pozycja |
| --------------------------- | ----------------------------- | ------------------- | ---------------- | ---------------- | ---------------- | ---------------- | ------- |
| Ganchujagijn Gan-Erdene     | waga papierowa mężczyzn       | BYE                 | Quipo P 0-3      | NQ               | NQ               | NQ               | NQ      |
| Charchüügijn Ench-Amar      | waga musza mężczyzn           | Emigdio P 0-3       | NQ               | NQ               | NQ               | NQ               | NQ      |
| Erdenebatyn Cendbaatar      | waga kogucia mężczyzn         | Gicharu W 3-0       | Asanau W 2-1     | Stevenson P 0- 3 | NQ               | NQ               | NQ      |
| Dordżnjambuugijn Otgondalaj | waga lekka mężczyzn           | BYE                 | Lacruz W 2-1     | Benbaziz W 3-0   | Oumiha P 0-3     | NQ               |         |
| Baatarsüchijn Czindzorig    | waga lekkopółśrednia mężczyzn | Tharumalingam W 3-0 | Dunajcew P 0-3   | NQ               | NQ               | NQ               | NQ      |
| Bjambaagijn Tüwszinbat      | waga półśrednia mężczyzn      | Palmetta W 3-0      | Donnelly P 1-2   | NQ               | NQ               | NQ               | NQ      |

### Judo
Mężczyźni
| Zawodnik                     | Konkurencja      | 1/32             | 1/16                 | 1/8                 | Ćwierćfinały           | Półfinały        | Repesaż 1          | Repesaż 2        | Finał            | Finał   |
| Zawodnik                     | Konkurencja      | Przeciwnik Wynik | Przeciwnik Wynik     | Przeciwnik Wynik    | Przeciwnik Wynik       | Przeciwnik Wynik | Przeciwnik Wynik   | Przeciwnik Wynik | Przeciwnik Wynik | Pozycja |
| ---------------------------- | ---------------- | ---------------- | -------------------- | ------------------- | ---------------------- | ---------------- | ------------------ | ---------------- | ---------------- | ------- |
| Cend-Ocziryn Cogtbaatar      | -60 kg mężczyzn  | Ramos W 100-000  | Reinvall W 011-000   | Kim P 001-011       | NQ                     | NQ               | NQ                 | NQ               | NQ               | NQ      |
| Dawaadordżijn Tömörchüleg    | -66 kg mężczyzn  | BYE              | Hamad W 100-000      | Zourdani W 101-000  | Basile P 000-100       | NQ               | Bouchard P 000-010 | NQ               | NQ               | 7.      |
| Ganbaataryn Odbajar          | -73 kg mężczyzn  | BYE              | Eldin W 100-001      | Delpopolo P 000-010 | NQ                     | NQ               | NQ                 | NQ               | NQ               | NQ      |
| Otgonbaataryn Uuganbaatar    | -81 kg mężczyzn  | BYE              | Abdelaal p 000-101   | NQ                  | NQ                     | NQ               | NQ                 | NQ               | NQ               | NQ      |
| Lchagwasürengijn Otgonbaatar | -90 kg mężczyzn  | BYE              | van 't End W 100-000 | González W100-000   | Liparteliani P 000-100 | NQ               | Mehdiyev W 001-000 | Cheng P 000-001  | NQ               | 5.      |
| Najdangijn Tüwszinbajar      | -100 kg mężczyzn | BYE              | Armenteros P 000-001 | NQ                  | NQ                     | NQ               | NQ                 | NQ               | NQ               | NQ      |
| Battulgyn Temüülen           | -100 kg mężczyzn | N/A              | Tayeb P 000-010      | NQ                  | NQ                     | NQ               | NQ                 | NQ               | NQ               | NQ      |

Kobiety
| Zawodnik                    | Konkurencja   | 1/16              | 1/8                  | Ćwierćfinały         | Półfinały           | Repesaż 1         | Repesaż 2         | Finał            | Finał   |
| Zawodnik                    | Konkurencja   | Przeciwnik Wynik  | Przeciwnik Wynik     | Przeciwnik Wynik     | Przeciwnik Wynik    | Przeciwnik Wynik  | Przeciwnik Wynik  | Przeciwnik Wynik | Pozycja |
| --------------------------- | ------------- | ----------------- | -------------------- | -------------------- | ------------------- | ----------------- | ----------------- | ---------------- | ------- |
| Mönchbatyn Uranceceg        | -48 kg kobiet | BYE               | Payet W 100-000      | Jeong P 000-101      | NQ                  | Menezes W 100-000 | Kondo P 000-000 S | NQ               | 5.      |
| Adjaasambuugijn Colmon      | -52 kg kobiet | Delgado W 010-003 | Nakamura P 000-100   | NQ                   | NQ                  | NQ                | NQ                | NQ               | NQ      |
| Dordżsürengijn Sumjaa       | -57 kg kobiet | BYE               | Verhagen W 000-000 S | Monteiro W 000-000 S | Matsumoto W 010-000 | BYE               | BYE               | Silva P 000-010  |         |
| Cedewsürengijn Mönchdzajaa  | -63 kg kobiet | Zouak W 101-000   | Yang P 001-000       | NQ                   | NQ                  | NQ                | NQ                | NQ               | NQ      |
| Cend-Ajuuszijn Narandżargal | -70 kg kobiet | Stam P 000-011    | NQ                   | NQ                   | NQ                  | NQ                | NQ                | NQ               | NQ      |
| Pürewdżargalyn Lchamdegd    | -78 kg kobiet | Joó P 000-001     | NQ                   | NQ                   | NQ                  | NQ                | NQ                | NQ               | NQ      |

### Lekkoatletyka
Mężczyźni
| Zawodnik                    | Konkurencja | Finał    | Finał   |
| Zawodnik                    | Konkurencja | Rezultat | Pozycja |
| --------------------------- | ----------- | -------- | ------- |
| Bat-Ocziryn Ser-Od          | Maraton     | 2:24:26  | 92.     |
| Dambadardżaagijn Gantulga   | Maraton     | 2:27:42  | 107.    |
| Ceweenrawdangijn Bjambadżaw | Maraton     | 2:36:14  | 130.    |

Kobiety
| Zawodnik                   | Konkurencja | Finał    | Finał   |
| Zawodnik                   | Konkurencja | Rezultat | Pozycja |
| -------------------------- | ----------- | -------- | ------- |
| Bajarcogtyn Mönchdzajaa    | Maraton     | 2:43:55  | 72.     |
| Luwsanlündegijn Otgonbajar | Maraton     | 2:45:55  | 85.     |

### Łucznictwo
| Zawodnik            | Konkurencja            | Runda rankingowa | Runda rankingowa | 1/32             | 1/16             | 1/8              | Ćwierćfinały     | Półfinały        | Finał            | Finał   |
| Zawodnik            | Konkurencja            | Wynik            | Miejsce          | Przeciwnik Wynik | Przeciwnik Wynik | Przeciwnik Wynik | Przeciwnik Wynik | Przeciwnik Wynik | Przeciwnik Wynik | Pozycja |
| ------------------- | ---------------------- | ---------------- | ---------------- | ---------------- | ---------------- | ---------------- | ---------------- | ---------------- | ---------------- | ------- |
| Dżancangijn Gantögs | Indywidualnie mężczyzn | 664              | 24.              | Thamwong P 3-7   | NQ               | NQ               | NQ               | NQ               | NQ               | NQ      |

### Pływanie
| Zawodnik            | Konkurencja                | Eliminacje | Eliminacje | Półfinał | Półfinał | Finał  | Finał   |
| Zawodnik            | Konkurencja                | Punkty     | Miejsce    | Punkty   | Miejsce  | Punkty | Miejsce |
| ------------------- | -------------------------- | ---------- | ---------- | -------- | -------- | ------ | ------- |
| Batsajchany Dölgöön | 50 m st. dowolnym mężczyzn | 24,90      | 60.        | NQ       | NQ       | NQ     | NQ      |
| Bajaryn Jesüj       | 50 m st. dowolnym kobiet   | 28,40      | 60.        | NQ       | NQ       | NQ     | NQ      |

### Podnoszenie ciężarów
| Zawodnik                   | Konkurencja     | Rwanie | Rwanie  | Podrzut | Podrzut | Razem | Pozycja |
| Zawodnik                   | Konkurencja     | Wynik  | Pozycja | Wynik   | Pozycja | Razem | Pozycja |
| -------------------------- | --------------- | ------ | ------- | ------- | ------- | ----- | ------- |
| Ösöchbajaryn Czagnaadordż  | -56 kg mężczyzn | 103    | DNF     | —       | —       | —     | DNF     |
| Mönchdżancangijn Anchceceg | -69 kg kobiet   | 106    | 7.      | 131     | 8.      | 237   | 8.      |

### Strzelectwo
| Zawodniczka               | Konkurencja                                      | Kwalifikacje | Kwalifikacje | Półfinał | Półfinał | Finał | Finał   |
| Zawodniczka               | Konkurencja                                      | Wynik        | Pozycja      | Wynik    | Pozycja  | Wynik | Pozycja |
| ------------------------- | ------------------------------------------------ | ------------ | ------------ | -------- | -------- | ----- | ------- |
| Ganchujagijn Nandindzajaa | karabin pneumatyczny, 10 m kobiet                | 414.8        | 14.          | NA       | NA       | NQ    | NQ      |
| Ganchujagijn Nandindzajaa | karabin małokalibrowy, trzy postawy, 50 m kobiet | 582          | 9.           | NA       | NA       | NQ    | NQ      |
| Otrjadyn Gündegmaa        | pistolet pneumatyczny, 10 m kobiet               | 379          | 20.          | NA       | NA       | NQ    | NQ      |
| Otrjadyn Gündegmaa        | pistolet sportowy, 25 m kobiet                   | 579          | 12.          | NQ       | NQ       | NQ    | NQ      |
| Cogbadrachyn Mönchdzul    | pistolet pneumatyczny, 10 m kobiet               | 378          | 32.          | NA       | NA       | NQ    | NQ      |
| Cogbadrachyn Mönchdzul    | pistolet sportowy, 25 m kobiet                   | 580          | 11.          | NQ       | NQ       | NQ    | NQ      |

### Taekwondo
| Zawodnik              | Konkurencja     | 1/8 finału              | Ćwierćfinał           | Półfinał         | Repesaż I        | Repesaż II       | Finał            | Finał   |
| Zawodnik              | Konkurencja     | Przeciwnik Wynik        | Przeciwnik Wynik      | Przeciwnik Wynik | Przeciwnik Wynik | Przeciwnik Wynik | Przeciwnik Wynik | Pozycja |
| --------------------- | --------------- | ----------------------- | --------------------- | ---------------- | ---------------- | ---------------- | ---------------- | ------- |
| Pürewdżawyn Temüüdżin | –68 kg mężczyzn | Saúl Gutiérrez W 12- 11 | Joel González P 4 - 7 | NQ               | NQ               | NQ               | NQ               | NQ      |

### Zapasy
Mężczyźni
| Zawodnik                   | Konkurencja                   | Kwalifikacje           | 1/8                       | Ćwierćfinał            | Półfinał         | Repesaż 1        | Repesaż 2              | Finał / Brązowy medal     | Finał / Brązowy medal |
| Zawodnik                   | Konkurencja                   | Przeciwnik Wynik       | Przeciwnik Wynik          | Przeciwnik Wynik       | Przeciwnik Wynik | Przeciwnik Wynik | Przeciwnik Wynik       | Przeciwnik Wynik          | Pozycja               |
| -------------------------- | ----------------------------- | ---------------------- | ------------------------- | ---------------------- | ---------------- | ---------------- | ---------------------- | ------------------------- | --------------------- |
| Erdenebatyn Bechbajar      | -57 kg mężczyzn (styl wolny)  | Adama Diatta P 1 - 3   | NQ                        | NQ                     | NQ               | NQ               | NQ                     | NQ                        | 14.                   |
| Gandzorigijn Mandachnaran  | -65 kg mężczyzn (styl wolny)  | Yogeshwar Dutt W 3 - 0 | Yeerlanbieke Katai W 3 -0 | Sosłan Ramonov P 0 - 3 | NQ               | BYE              | Haislan Garcia W 3 - 0 | Ixtiyor Navroʻzov P 1 - 3 | 5.                    |
| Pürewdżawyn Önörbat        | -74 kg mężczyzn (styl wolny)  | BYE                    | Soner Demirtaş P 1 - 3    | NQ                     | NQ               | NQ               | NQ                     | NQ                        | 15.                   |
| Orgodolyn Ujtümen          | -86 kg mężczyzn (styl wolny)  | Michaił Ganew P 0 - 5  | NQ                        | NQ                     | NQ               | NQ               | NQ                     | NQ                        | 15.                   |
| Dordżchandyn Chüderbulga   | -97 kg mężczyzn (styl wolny)  | BYE                    | Magomied Musajew P 0 - 3  | NQ                     | NQ               | NQ               | NQ                     | NQ                        | 16.                   |
| Dżargalsajchany Czuluunbat | -125 kg mężczyzn (styl wolny) | BYE                    | Taha Akgül P 0 - 4        | NQ                     | NQ               | BYE              | Ibrahim Saidau P 1 - 3 | NQ                        | 16.                   |

Kobiety
| Zawodnik                 | Konkurencja                | Kwalifikacje           | 1/8                        | Ćwierćfinał               | Półfinał         | Repesaż 1             | Repesaż 2               | Finał            | Finał   |
| Zawodnik                 | Konkurencja                | Przeciwnik Wynik       | Przeciwnik Wynik           | Przeciwnik Wynik          | Przeciwnik Wynik | Przeciwnik Wynik      | Przeciwnik Wynik        | Przeciwnik Wynik | Pozycja |
| ------------------------ | -------------------------- | ---------------------- | -------------------------- | ------------------------- | ---------------- | --------------------- | ----------------------- | ---------------- | ------- |
| Erdeneczimegijn Sumjaa   | -53 kg kobiet (styl wolny) | BYE                    | Katarzyna Krawczyk P 1 - 3 | NQ                        | NQ               | NQ                    | NQ                      | NQ               | 12.     |
| Pürewdordżijn Orchon     | -58 kg kobiet (styl wolny) | Mimi Christowa W 3 - 1 | Waleria Koblowa P 0 - 4    | NQ                        | NQ               | Luisa Nemesch W 5 - 0 | Sakshi Malik P 1 - 3    | NQ               | 7.      |
| Sorondzonboldyn Batceceg | -63 kg kobiet (styl wolny) | BYE                    | Blessing Oborududu W 3 - 1 | Elena Pirozchowa P 1 - 3  | NQ               | NQ                    | NQ                      | NQ               | 12.     |
| Oczirbatyn Nasanburmaa   | -69 kg kobiet (styl wolny) | BYE                    | Chen Wen-ling W 5 - 0      | Natalia Worobiewa P 0 - 5 | NQ               | BYE                   | Elmira Syzdykowa P 1- 3 | NQ               | 8.      |